# موجارة يابانية
موجارة يابانية (الاسم العلمي: Gerres japonicus) (بالإنجليزية: Japanese silver-biddy)‏ هي نوع من الأسماك تتبع جنس الموجارة من فصيلة الموجارات.